# Nikon D5000
Die D5000 ist eine digitale Spiegelreflexkamera von Nikon, die im Mai 2009 in den Markt eingeführt und im April 2011 durch die D5100 ersetzt wurde.

## Technische Merkmale
Der Bildsensor im DX-Format erlaubt Aufnahmen mit maximal 4288 × 2848 Pixeln.
Neben Fotos kann die Kamera auch digitale Videos im HD-Format mit 24 Bildern pro Sekunde aufnehmen.
Sie besitzt ferner ein schwenkbares Display, eine automatische Sensorreinigung und eine Live-View-Funktion.
Die Speicherung der Film- und Bilddaten erfolgt auf einer SD Memory Card.

## Zubehör
Die Kamera besitzt keinen eigenen Autofokusmotor; daher können nur Objektive mit integriertem Motor (herstellereigene AF-S- und AF-I-Serien) uneingeschränkt genutzt werden. Bei älteren Objektiven kann nur manuell fokussiert werden. Im HD-Videomodus muss die Schärfe grundsätzlich manuell eingestellt werden.
Die Kamera nutzt den USB-Anschluss – neben der Datenübertragung – auch als Zubehörschnittstelle. Sie ist kompatibel zum Funkauslöser WR-T10. Zum anderen können GPS-Empfänger für das kamerainterne Geotagging der Fotos angeschlossen werden. Längen- und Breitengrade sowie die Höhe werden damit direkt in die EXIFs geschrieben. Der Hersteller bot dafür den Geotagger GP-1 an. Obwohl dieser keinen Kompass eingebaut hat, unterstützt die Schnittstelle Richtungsinformationen (engl. Heading), was auch von Produkten von Drittherstellern genutzt werden kann.